# Hyposidra maculipennis
Hyposidra maculipennis là một loài bướm đêm trong họ Geometridae.